# D’Qar
A D'Qar egy bolygó a Csillagok háborúja kitalált univerzumban.

## Helyzete
Külső Perem (Outer Rim)

## Leírása
A D'Qar egy buja világ, Leia Organa tábornok ellenállásának fő bázisa. A lázadó pilóták először az endori csata előtt tanulmányozták a bolygót, ahol az ellenállás egy kis előőrsöt helyezett el, amelyet azonban nem használtak az Új Köztársaság háborújában a Birodalommal szemben. A bolygó homályossága és a bennszülött intelligens élet hiánya tette tökéletessé a választást, amikor Organa tábornok új csapatának szüksége volt egy rejtett műveleti bázisra.
A D'Qar bolygó körül egy széles gyűrű található, ami árnyékot vet az erdővel borított felszínre. A bolygón nem alakult ki értelmes élet.

## Élővilága
Madarak és rovarok élnek a hatalmas fákon.

## Története
Az Új Köztársaság megalakulása után 30 évvel a bolygó az Ellenállás bázisa lett, ahol egy kisebb csapatot állomásoztattak az Első Rend ellensúlyozására.

## Megjelenése a Csillagok háborúja filmekben
- Csillagok háborúja VII: Az ébredő Erő (Star Wars: The Force Awakens), 2015
- Csillagok háborúja VIII: Az utolsó jedik (Star Wars: The Last Jedi), 2017